# Полурегулярная мозаика
Полурегулярная мозаика — евклидова мозаика, замощающих плоскость двумя или более  правильными многоугольниками. Разные авторы перечисляют различные наборы мозаик. Наиболее систематический подход, рассматривающий орбиты симметрии, относится к 2-однородным мозаикам, которых 20. Некоторые из полурегулярных мозаик, фактически, являются 3-однородными мозаиками.

## 20 2-однородных мозаик
Грюнбаум и Шепард перечислили все 20 2-однородных мозаик в книге Tilings and Paterns (Мозаики и узоры, 1987):
| cmm, 2*22 (44; 33.42)1        | cmm, 2*22 (44; 33.42)2        | pmm, *2222 (36; 33.42)1    | cmm, 2*22 (36; 33.42)2      | cmm, 2*22 (3.42.6; (3.6)2)2 | pmm, *2222 (3.42.6; (3.6)2)1 | pmm, *2222 ((3.6)2; 32.62) |
| p4m, *442 (3.12.12; 3.4.3.12) | p4g, 4*2 (33.42; 32.4.3.4)1   | pgg, 2× (33.42; 32.4.3.4)2 | p6m, *632 (36; 32.62)       | p6m, *632 (36; 34.6)1       | p6, 632 (36; 34.6)2          | cmm, 2*22 (32.62; 34.6)    |
| p6m, *632 (36; 32.4.3.4)      | p6m, *632 (3.4.6.4; 32.4.3.4) | p6m, *632 (3.4.6.4; 33.42) | p6m, *632 (3.4.6.4; 3.42.6) | p6m, *632 (4.6.12; 3.4.6.4) | p6m, *632 (36; 32.4.12)      |                            |

## Список Гика (1946)
Гика перечислил 10 мозаик с 2 или 3 типами вершин, назвав их полуправильными полиморфными разбиениями.
|                                       |                                                   |                             |                             |                                                  |
| Иллюстрация XXVII № 12 4.6.12 3.4.6.4 | № 13 3.4.6.4 3.3.3.4.4                            | № 13 bis. 3.4.4.6 3.3.4.3.4 | № 13 ter. 3.4.4.6 3.3.3.4.4 | Иллюстрация XXIV № 13 quatuor. 3.4.6.4 3.3.4.3.4 |
|                                       |                                                   |                             |                             |                                                  |
| № 14 3.42 36                          | Иллюстрация XXVI № 14 bis. 3.3.4.3.4 3.3.3.4.4 36 | № 14 ter. 3.42 36           | № 15 3.3.4.12 36            | Иллюстрация XXV № 16 3.3.4.12 3.3.4.3.4 36       |

## Список Штейнгауза (1969)
Штейнгауз дал 5 примеров негомогенных мозаик из правильных многоугольников, кроме 11 правильных и полуправильных мозаик (все они имеют 2 типа вершин, за исключением одной, являющейся 3-однородной).
| 2-однородные          | 2-однородные              | 2-однородные         | 2-однородные           | 3-однородные              |
| --------------------- | ------------------------- | -------------------- | ---------------------- | ------------------------- |
|                       |                           |                      |                        |                           |
| Image 85 3.42 3.4.6.4 | Image 86 32.4.3.4 3.4.6.4 | Image 87 3.3.4.12 36 | Image 89 3.42 32.4.3.4 | Image 88 3.12.12 3.3.4.12 |

## Список Критчлоу (1970)
Критчлоу обнаружил 14 полурегулярных замощений, из которых 7 являются 2-однородными, а 7 — 3-однородными .
Он закодировал буквами названия типов вершин с верхним индексом, отражающим порядок грани. Он обнаружил, что вершины типа A, B, C, D, F и J не могут быть частью замощения, покрывающего всю плоскость. В таблице ниже
(none) означает невозможность присутствия в замощении
(semi) – получающаяся мозаика полуправильна
(demi) – получающаяся мозаика полурегулярна
(reg) – получающаяся мозаика является правильной
| A (none)  | B (none)  | C (none)  | D (none)  | E (semi)  | F (none)  | G (semi)    | H (semi)  | J (none)  | K (2) (reg) |             |
| --------- | --------- | --------- | --------- | --------- | --------- | ----------- | --------- | --------- | ----------- | ----------- |
| 3.7.42    | 3.8.24    | 3.9.18    | 3.10.15   | 3.12.12   | 4.5.20    | 4.6.12      | 4.8.8     | 5.5.10    | 63          |             |
| L1 (demi) | L2 (demi) | M1 (demi) | M2 (semi) | N1 (demi) | N2 (semi) | P (3) (reg) | Q1 (semi) | Q2 (semi) | R (semi)    | S (1) (reg) |
| 3.3.4.12  | 3.4.3.12  | 3.3.6.6   | 3.6.3.6   | 3.4.4.6   | 3.4.6.4   | 4           | 3.3.4.3.4 | 3.3.3.4.4 | 3.3.3.3.6   | 36          |

| 1                           | 2             | 4                 | 6               | 7                   | 10             | 14                |
| --------------------------- | ------------- | ----------------- | --------------- | ------------------- | -------------- | ----------------- |
| 100px]] (3.12.12; 3.4.3.12) | (36; 32.4.12) | (4.6.12; 3.4.6.4) | ((3.6)2; 32.62) | (3.4.6.4; 32.4.3.4) | (36; 32.4.3.4) | (3.4.6.4; 3.42.6) |
| E+L2                        | L1+(1)        | N1+G              | M1+M2           | N2+Q1               | Q1+(1)         | N1+Q2             |

| 3                               | 5                         | 8                               | 9               | 11                         | 12                         | 13                |
| ------------------------------- | ------------------------- | ------------------------------- | --------------- | -------------------------- | -------------------------- | ----------------- |
| (3.3.4.3.4; 3.3.4.12, 3.4.3.12) | (36; 3.3.4.12; 3.3.4.3.4) | (3.3.4.3.4; 3.3.3.4.4, 4.3.4.6) | (36, 3.3.4.3.4) | (36; 3.3.4.3.4, 3.3.3.4.4) | (36; 3.3.4.3.4; 3.3.3.4.4) | (3.4.6.4; 3.42.6) |
| L1+L2+Q1                        | L1+Q1+(1)                 | N1+Q1+Q2                        | Q1+(1)          | Q1+Q2+(1)                  | Q1+Q2+(1)                  | N1+N2             |